# Jelena Michailowna Nikolajewa
Jelena Michailowna Nikolajewa (russisch Елена Михайловна Николаева; * 29. Mai 1990 in Wolgograd, geborene Jelena Michailowna Fomina, zwischenzeitig Jelena Michailowna Utkina) ist eine ehemalige russische Handballspielerin.

## Karriere
Nikolajewa spielte ab dem Jahr 2006 beim russischen Erstligisten GK Dynamo Wolgograd. Mit GK Dynamo Wolgograd gewann die Torhüterin 2011, 2012 und 2013 die russische Meisterschaft. Weiterhin stand sie in der Saison 2014/15 im Final Four der EHF Champions League. Ab dem Sommer 2015 hütete sie das Tor von GK Lada Toljatti. Mit Lada erreichte sie 2016 das Finale des Europapokals der Pokalsieger. Vier Spielzeiten später schloss sie sich dem russischen Erstligisten PGK ZSKA Moskau an. Ende Dezember 2020 wurde Nikolajewa bis zum Saisonende 2020/21 an den Ligakonkurrenten GK Kuban Krasnodar ausgeliehen. Ab dem Sommer 2021 stand sie beim rumänischen Erstligisten CS Minaur Baia Mare unter Vertrag. Aufgrund unregelmäßiger Lohnzahlungen verließ sie im Dezember 2021 den Verein. Im Februar 2022 unterschrieb Nikolajewa einen bis zum Saisonende 2021/22 laufenden Vertrag beim russischen Erstligisten KSK Lutsch Moskau. Anschließend kehrte sie zu Kuban Krasnodar zurück. Nach der Saison 2022/23 beendete sie ihre Karriere.
Nikolajewa gewann mit der russischen Jugendauswahl die Goldmedaille beim Europäischen Olympischen Sommer-Jugendfestival 2007, die Goldmedaille bei der U-18-Weltmeisterschaft 2008, die Bronzemedaille bei der U-19-Europameisterschaft 2009 sowie die Silbermedaille bei der U-20-Weltmeisterschaft 2010. Mit der russische Nationalmannschaft nahm sie an der Europameisterschaft 2016 teil.
Nikolajewa gewann mit der russischen Studentenauswahl die Goldmedaille bei der Universiade 2015 in Gwangju.

## Sonstiges
Nikolajewa ist verheiratet. Am 21. Juli 2014 brachte sie einen Sohn zur Welt.